# Eye of the Tiger (álbum)
Eye of the Tiger es el tercer álbum de la banda de rock estadounidense Survivor, publicado en 1982. Este álbum alcanzó el puesto número 2 en los Billboard de EE. UU. El sencillo "Eye of the Tiger" ocupó el puesto número 1 del ranking en los EE. UU. y el Reino Unido.
Cuenta con la canción principal, que es la canción tema de la película Rocky III. 
El álbum ha sido certificado platino por la RIAA 2x en octubre de 1994.

## Listado de la pista
| N.º | Título                        | Escritor(es)                  | Duración |  |
| 1.  | «Eye of the Tiger»            | Jim Peterik, Frankie Sullivan | 4:05     |  |
| 2.  | «Feels Like Love»             | Peterik, Sullivan             | 4:08     |  |
| 3.  | «Hesitation Dance»            | Peterik, Sullivan             | 3:52     |  |
| 4.  | «The One That Really Matters» | Peterik                       | 3:32     |  |
| 5.  | «I'm Not That Man Anymore»    | Peterik, Sullivan             | 4:49     |  |
| 6.  | «Children of the Night»       | Peterik, Sullivan             | 4:45     |  |
| 7.  | «Ever Since the World Began»  | Peterik, Sullivan             | 3:48     |  |
| 8.  | «American Heartbeat»          | Peterik, Sullivan             | 4:10     |  |
| 9.  | «Silver Girl»                 | Peterik, Sullivan             | 4:52     |  |

## Publicación
- Todas las canciones Copyright Holy Moley Music, Rude Music, WB Music Corp. & Easy Action Music, except track 4 (WB Music Corp. & Easy Action Music)

## Personal Survivor
- David Bickler: Voz.
- Frankie Sullivan: Lead, Rhythm & acústica de 12 cuerdas, guitarra, coros.
- Jim Peterik: Guitarras eléctricas, acústicas de 12 cuerdas, guitarras, piano de cola, Hammond B-3 de órganos, coros.
- Stephan Ellis: Bajo.
- Marc Droubay: Batería.

## Músicos adicionales
- Fergie Frederiksen: Voces de fondo.
- Daryl Dragon: Teclados Translator Emulator.

## Producción
Arreglado y producido por Jim Peterik & Frankie Sullivan.
Grabado, ingeniería y mezclado por Mike Clink y Phil Bonnano.